# Museo Condé
Il museo Condé (Musée Condé in francese), ospitato nel castello di Chantilly al nord di Parigi, è uno dei maggiori musei d'arte di Francia. Fu creato da Enrico d'Orléans, duca d'Aumale che nel 1884 lasciò in legato all'Institut de France il castello e l'eccezionale collezione d'arte che aveva riunito, con l'obbligo per l'istituzione di trasformare il castello in museo per poter esporre al pubblico l'intera raccolta. Il museo aprì nel 1898. Allestito nel castello con una museografia rimasta immutata dall'epoca della sua apertura, il museo è famoso per la collezione di pitture italiane e francesi che conserva, una delle più importanti al livello europeo, e per la sua raccolta di manoscritti medievali, della quale fanno parte le Très riches heures du Duc de Berry, il più famoso codice miniato medievale.

## Collezioni

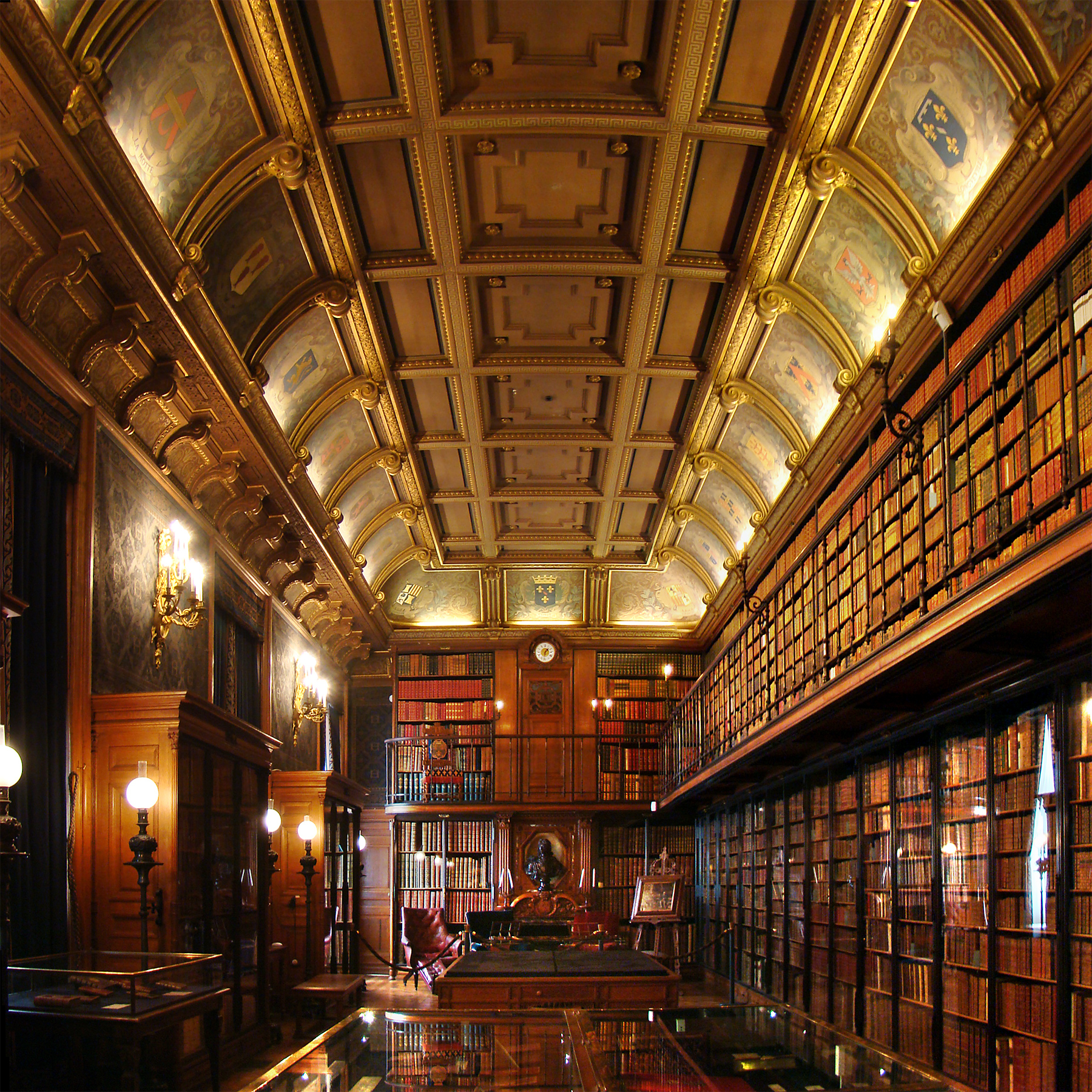
La biblioteca del castello

Il museo Condé possiede un'importante collezione di opere d'arte e di libri antichi : possiede la seconda collezione di Francia di pitture antiche dopo il Louvre con 1.000 opere, ma anche 2.500 disegni, 6.000 incisioni e 4.000 monete e medaglie, 300 sculture, 1.400 fotografie dell'Ottocento e 150 oggetti dell'antichità. La biblioteca racchiude quasi 50.000 libri, tra i quali 14.500 anteriori all'Ottocento.

### Pittura
La ricca collezione del duca d'Aumale comprende una maggioranza di quadri delle scuole italiane e francesi. Per la scuola italiana vi sono opere di pittori quali Beato Angelico, Sassetta (Sposalizio mistico di san Francesco), Fra Carnevale, Filippino Lippi, Piero di Cosimo, Bernardino Luini, Jacopo Palma il Vecchio, Ludovico Mazzolino, Raffaello (Madonna del Velo, Tre Grazie e la Madonna d'Orleans), Dosso Dossi, Giovan Battista Moroni, Alessandro Allori, Federico Barocci, Annibale Carracci, Guido Reni, Domenichino, Guercino, Mattia Preti e Salvatore Rosa.
La scuola francese, anch'essa molto numerosa, è rappresentata da pittori come Enguerrand Quarton, François Clouet, Nicolas Poussin, Philippe de Champaigne, Pierre Mignard, Nicolas de Largillière, Nicolas Lancret, Antoine Watteau, Jean-Marc Nattier, Charles-Joseph Natoire, Jean-Baptiste Greuze, Antoine-Jean Gros, Jean-Auguste-Dominique Ingres, Théodore Géricault, Jean-Baptiste Le Paon, Eugène Delacroix, Jean-Baptiste Camille Corot e Théodore Rousseau, Charles Jalabert.
La scuola fiamminga è presente con quadri di Hans Memling, Denijs Calvaert, Antoon van Dyck (Ritratto di Gastone d'Orléans), Frans Pourbus il Giovane e David Teniers il Giovane. La pittura olandese, più ristretta delle precedenti, è rappresentata da Anthonis Mor, Matthias Stomer o ancora Jacob van Ruisdael. Joshua Reynolds illustra, tra altri pittori, la pittura inglese.

### Disegni
La collezione di disegni comprende opere di Albrecht Dürer, tanti ritratti di Jean Clouet e François Clouet, Raffaello, Primaticcio, Rubens, Le Lorrain, Rembrandt e Delacroix.

### Libri antichi
14.500 libri tra i quali 1.300 manoscritti, 700 incunaboli e 12.500 stampati. Di particolare rilievo sono i libri di miniati medievali tra i quali si trovano :
- Registrum Gregorii
- Très riches heures du Duc de Berry
- Libro d'Ore di Étienne Chevalier
- Libro d'Ore Torriani

## Opere principali
- Sassetta, Sposalizio mistico di san Francesco
- Filippino Lippi, Ester scelta da Assuero
- Piero di Cosimo, Ritratto di Simonetta Vespucci come Cleopatra
- Raffaello, Madonna del Velo, Madonna d'Orleans, Tre Grazie
- Annibale Carracci, Venere dormiente con amorini
- Nicolas Poussin, Strage degli innocenti
- Van Dyck, Ritratto di Gastone d'Orléans

## Galleria d'immagini

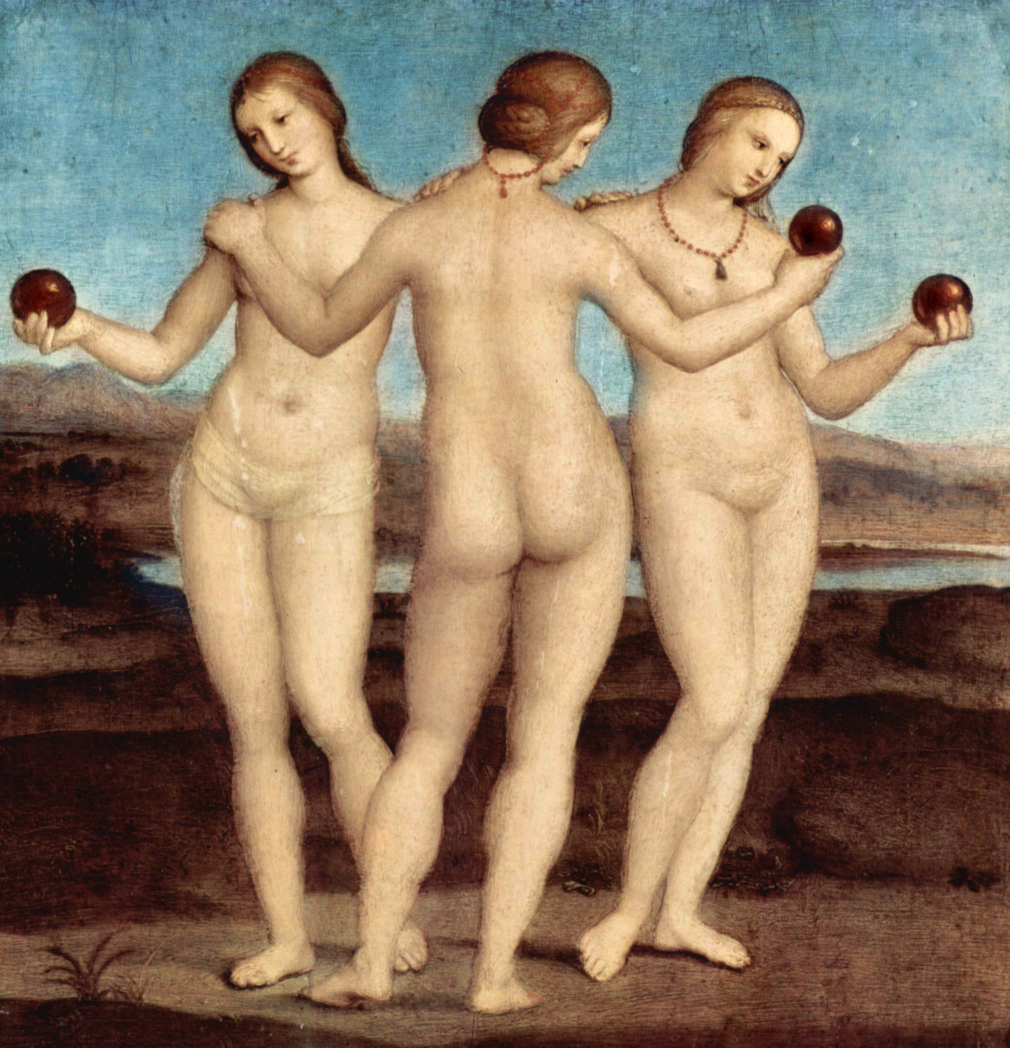
Le Tre Grazie, di Raffaello (1504-1505)
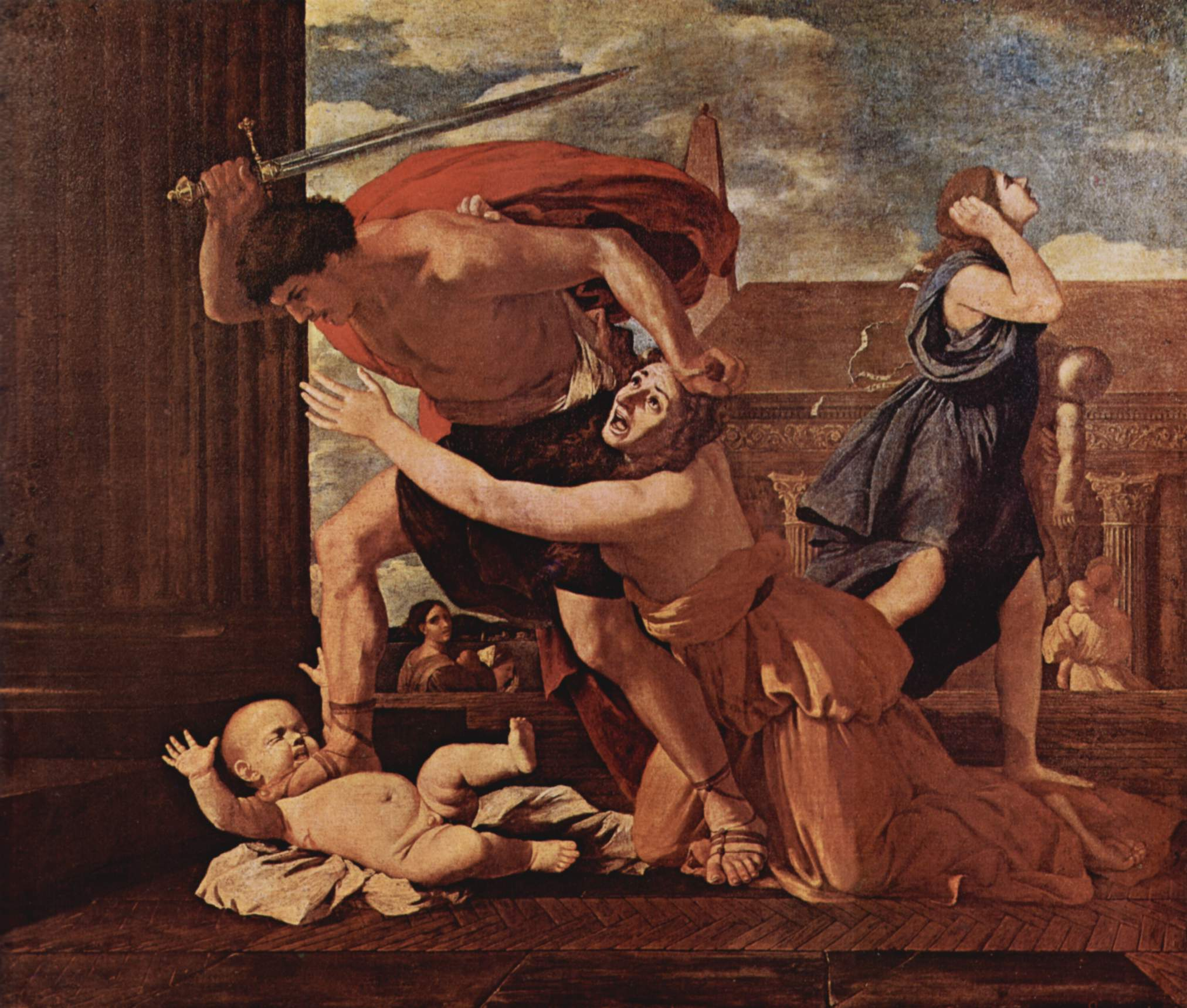
Strage degli Innocenti, di Nicolas Poussin (circa 1628-1629)
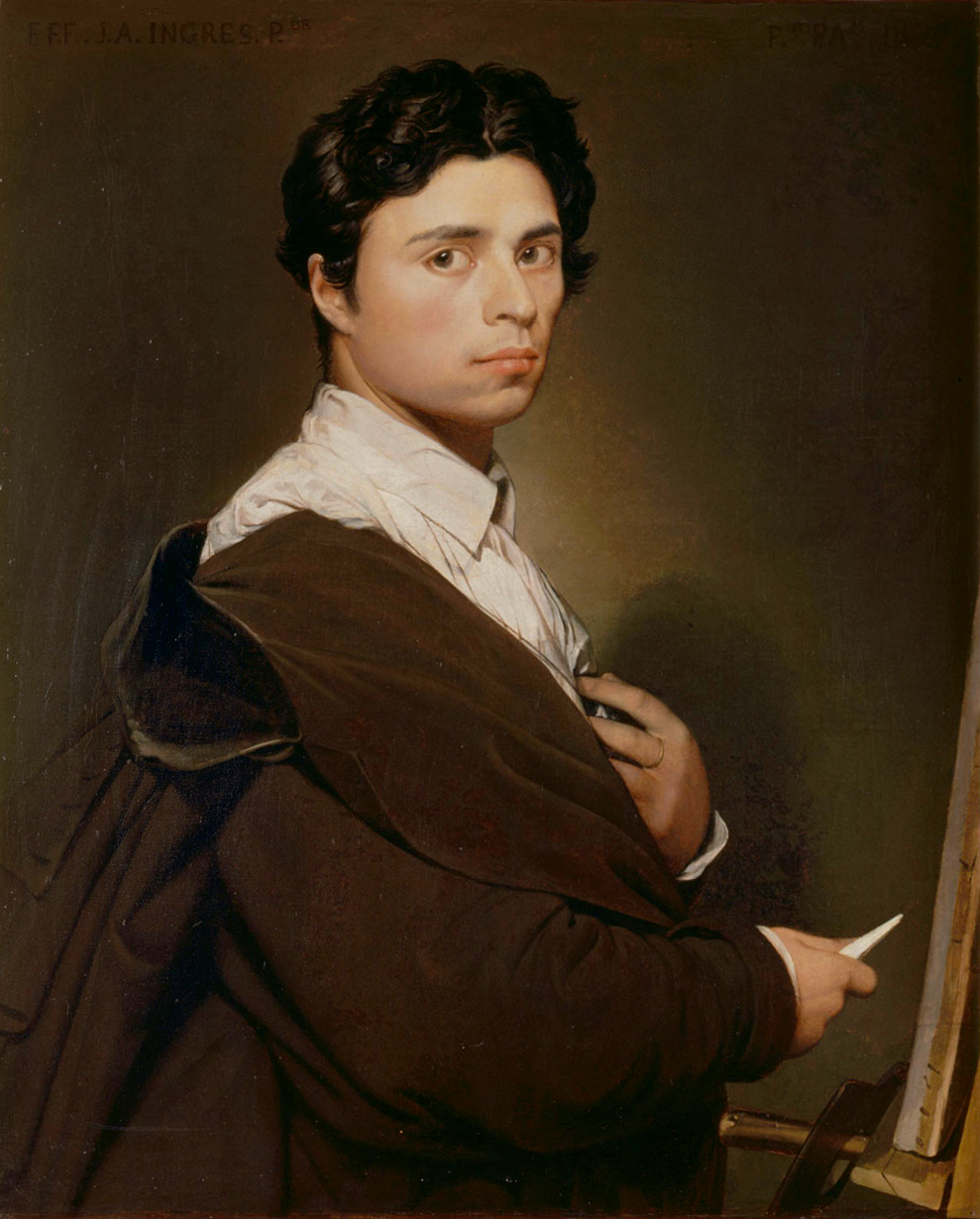
Autoritratto, di Jean Auguste Dominique Ingres (1804)
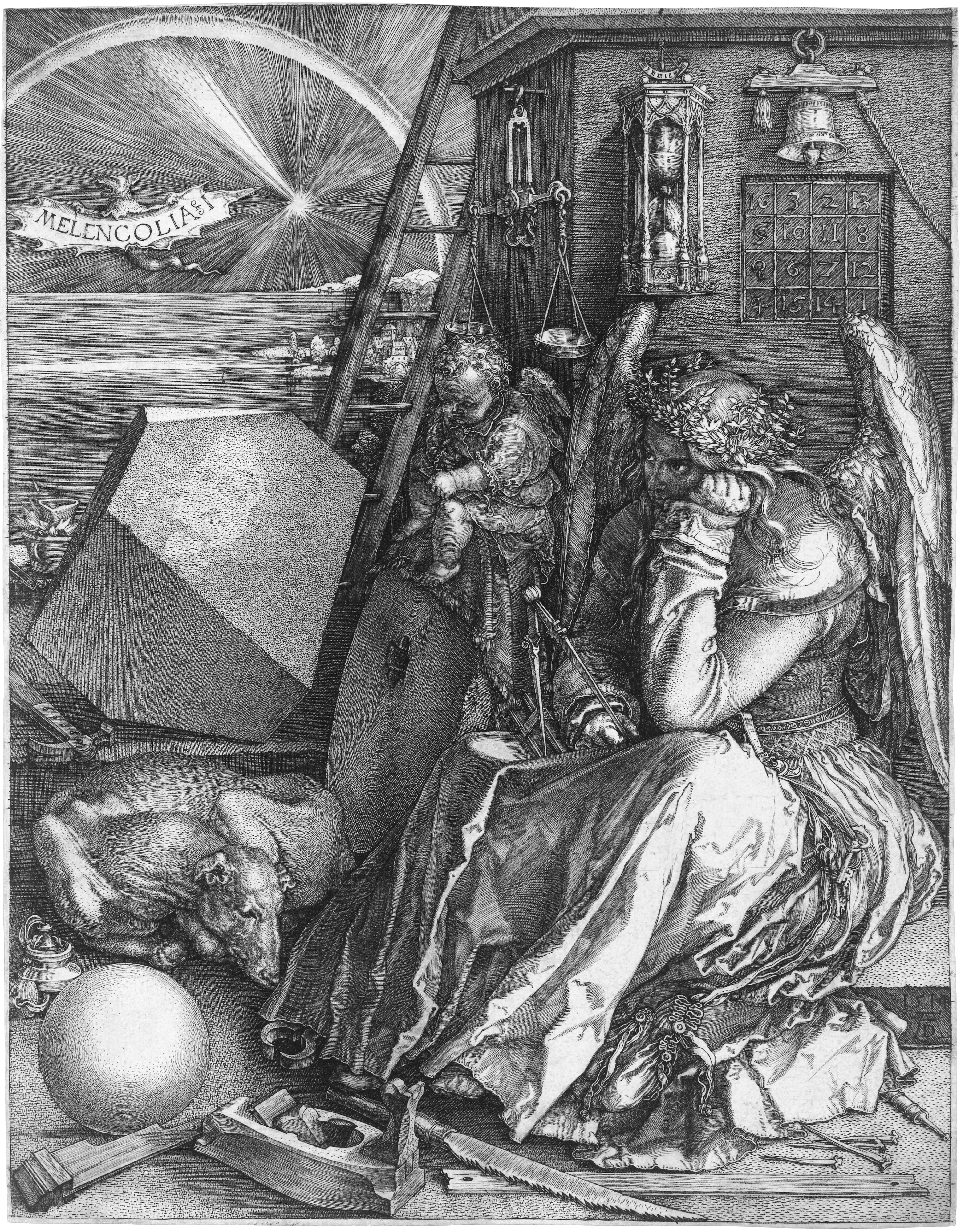
Melencolia I di Albrecht Dürer, 1514 incisione, 23.9 cm x 16.8 cm.
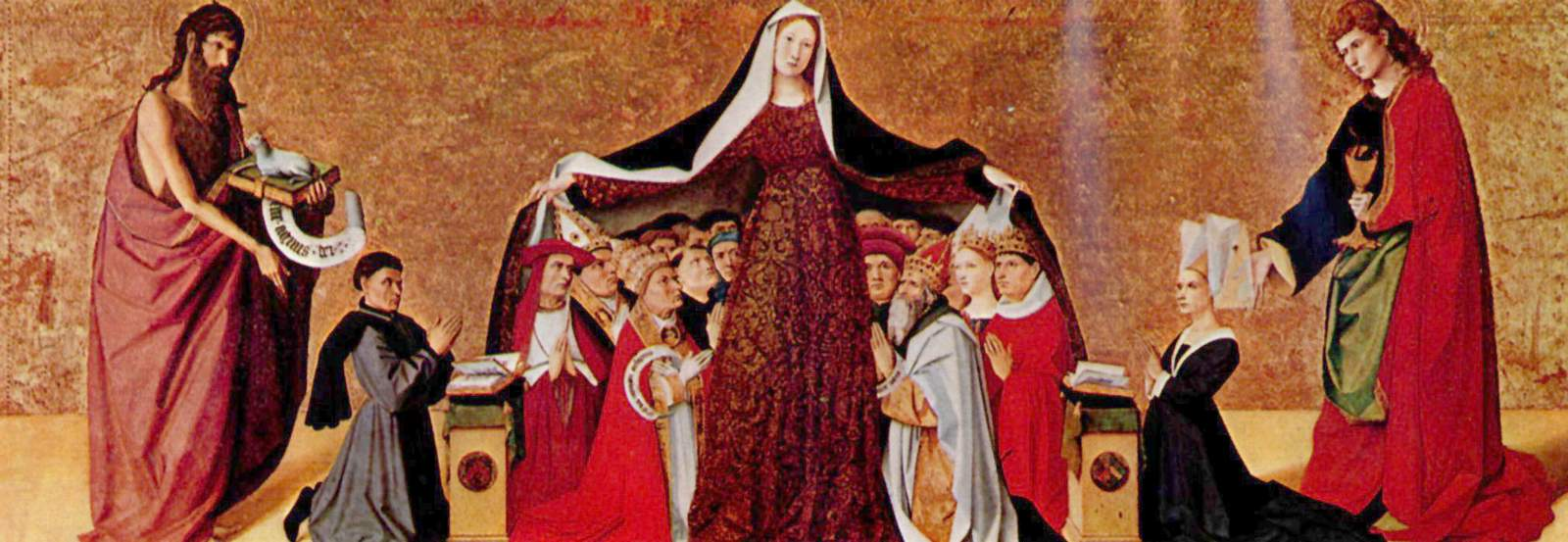
Vergine di misericordia, di Enguerrand Quarton
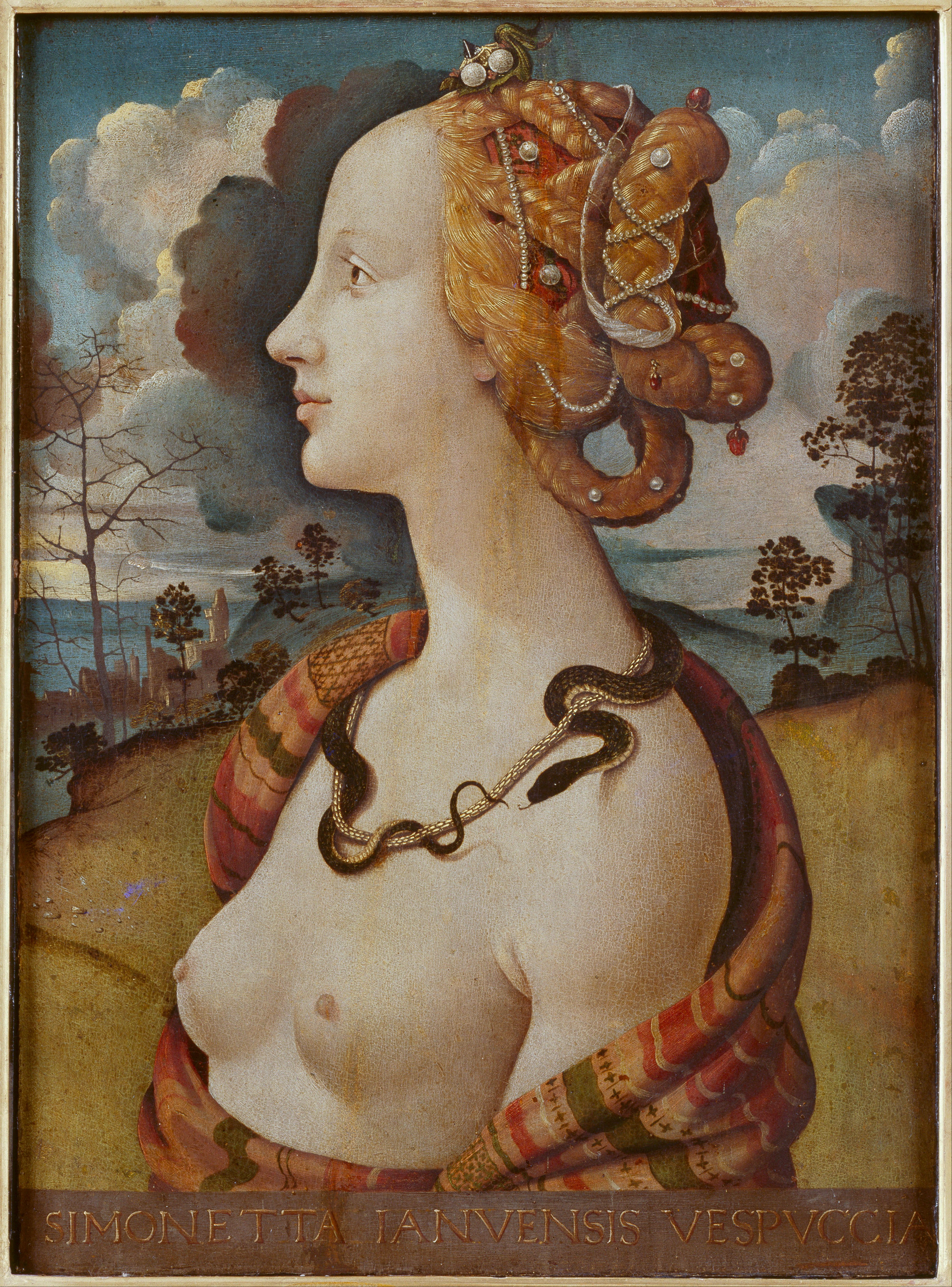
Ritratto di Simonetta Vespucci, di Piero di Cosimo
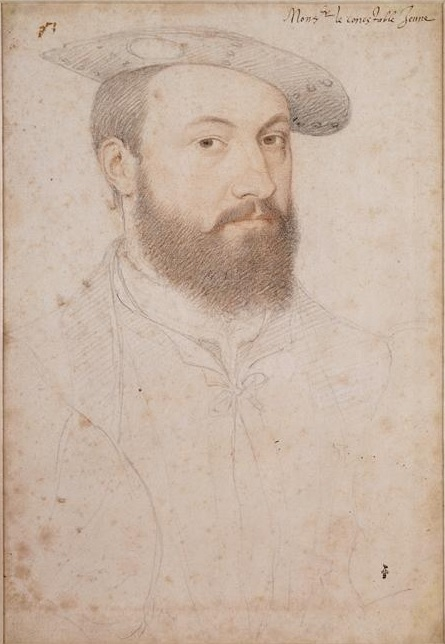
Ritratto d'Anne de Montmorency, di Jean Clouet
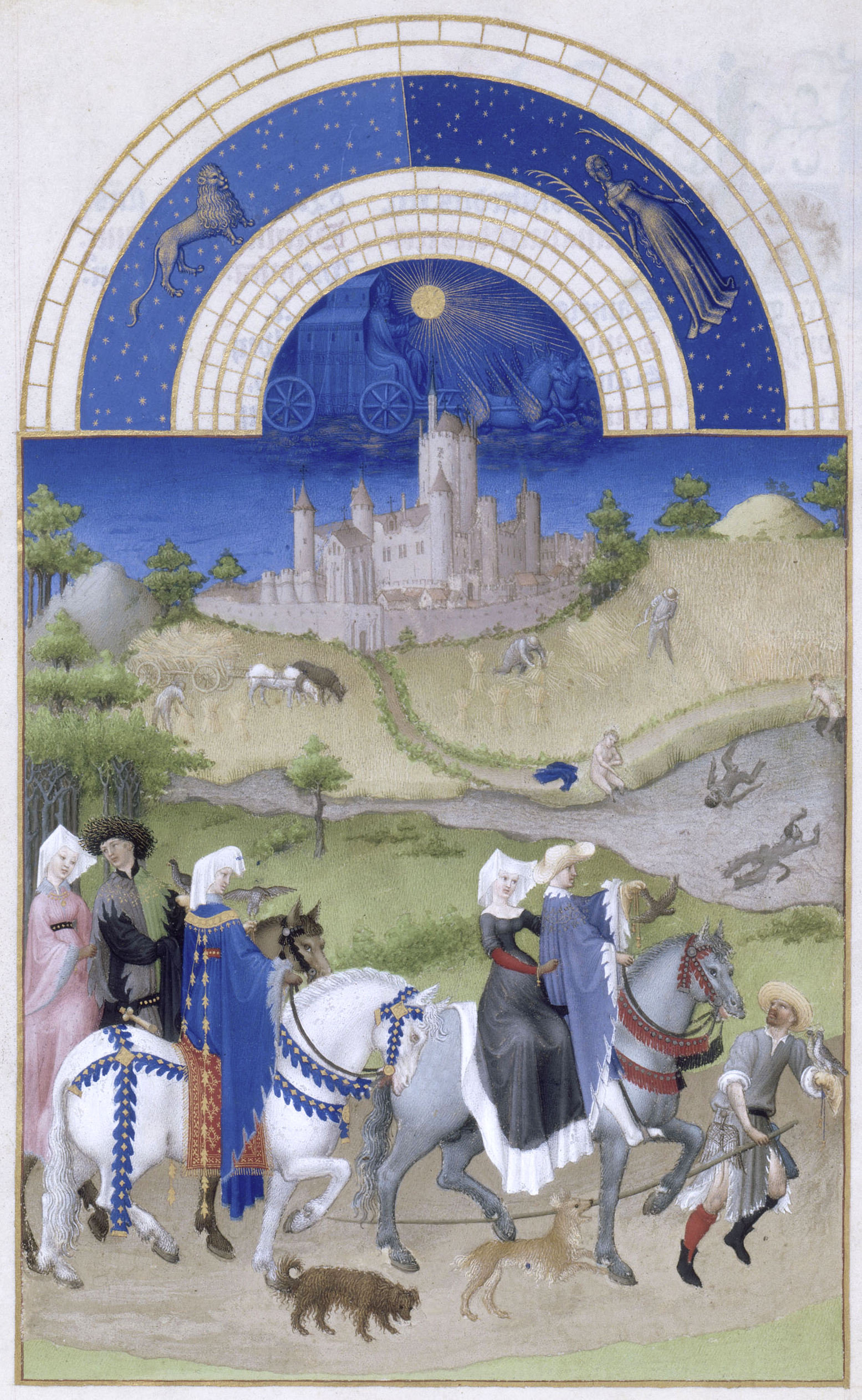
Très Riches Heures du duc de Berry : il mese d'agosto, dei fratelli Limbourg
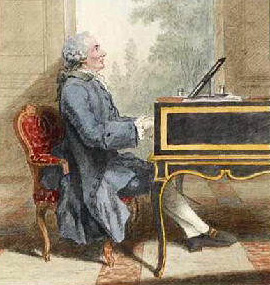
Ritratto di Egidio Romualdo Duni, di Louis Carrogis Carmontelle (1760 circa)